# 카케타티티
카케타티티(Callicebus caquetensis)는 신세계원숭이에 속하는 티티원숭이의 일종이다. 콜롬비아의 카케타 주 지역에서 발견된다. 분류학적으로는, 고바야시 슌스케의 티티원숭이속 분류법에 따라 구릿빛티티 군에 속하는 종으로 분류한다. 2010년 토마스 데플러와 마르따 부에노, 하비에르 가르시아 등이 종으로 처음 기록하였다. 파편화되고 있는 서식지와 적은 개체수 때문에 멸종 위험이 높다.